# Louroux-de-Beaune
 Louroux-de-Beaune  là một xã ở tỉnh Allier thuộc miền trung nước Pháp.